# Jandía
Jandía is een schiereiland in het zuidwesten van Fuerteventura. Het schiereiland valt bestuurlijk gezien volledig onder de gemeente Pájara. Op het schiereiland staat de Pico de Jandía, met een hoogte van 807 meter is dit de hoogste berg van Fuerteventura. Een groot gedeelte van het schiereiland is onderdeel van het Natuurpark Jandía.
Aan de zuidoostkust van Jandía liggen een aantal grote badplaatsen zoals Costa Calma en Morro Jable. De belangrijkste verkeersader is de FV-2, deze weg is op Jandía gedeeltelijk uitgevoerd als autosnelweg en verbindt de grootste plaatsen met elkaar. Daarnaast is het de hoofdweg naar Puerto del Rosario, de hoofdstad van Fuerteventura.